# Michael Felderer
Michael Felderer (Bolzano, 27 febbraio 1991) è un hockeista su ghiaccio italiano.

## Biografia
Felderer è un attaccante di stecca destra, che ha giocato per tutta la sua carriera con la maglia del Caldaro, per una stagione in massima serie (2014-2015, chiusa all'ultimo posto, con la decisione della società di iscriversi alla seconda serie nella stagione successiva nonostante non fossero previsti meccanismi automatici di retrocessione), tutte le altre in seconda serie (la squadra vinse il titolo nel 2007-2008, nel 2018-2019 e nel 2020-2021).
Col Caldaro ha vinto la Coppa Italia 2018-2019; è entrato nel tabellino dei marcatori della finale fornendo a Florian Wieser l'assist per il terzo gol (la partita è terminata 5-2).
Ha vestito anche la maglia delle selezioni giovanili dell'Italia, disputando un mondiale con l'Under-18 e due con l'Under-20.

## Palmarès
- Coppa Italia: 1

Caldaro: 2018-2019
- Campionato italiano di serie A2/Italian Hockey League: 2

Caldaro: 2007-2008, 2018-2019